# Граки прилетіли
«Граки́ прилеті́ли» (рос. Грачи прилетели) — хрестоматійний пейзаж російського художника Олексія Саврасова (1830—1897), створений 1871 року. Зберігається в Державній Третьяковській галереї (інв. 828). Розмір — 62 × 48,5 см. Це полотно вважають найвідомішим твором Саврасова, а його появу розглядають за «важливий етап у розвитку російського пейзажного живопису».
Саврасов почав свою роботу над «Граками» в березні 1871 року. Натурні етюди до майбутнього полотна були написані художником під час його поїздки до Костромської губернії, коли він перебував у селі Молвітіно (нині село Сусаніно Костромської області). Прообразом храму, зображеного на картині, є зведена наприкінці XVII століття Воскресенська церква, яка збереглась до наших днів. Місце, де працював художник, підтверджується його написом, зробленим у нижньому лівому куті полотна: «1871. С. Молвитино. А. Саврасовъ». Деякі дослідники творчості Саврасова вважають, що найперші рисунки й етюди до задуманої картини могли бути виконані художником у Ярославлі або ж його околицях, незадовго до його поїздки до Костромської губернії. Після повернення з Молвітіна Саврасов працював над картиною в Ярославлі, а відтак доопрацьовував композицію в Москві, куди він повернувся на початку травня. Полотно художник назвав «Ось прилетіли граки». Улітку 1871 року картину придбав у Саврасова Павло Третьяков.
Восени 1871 року полотно експонувалось на виставці Московського товариства любителів мистецтв (МТЛМ), а наприкінці того ж року картина, вже під її нинішньою назвою (в каталозі вона була вказана із знаком оклику — «Граки прилетіли!»), була представлена на 1-й виставці Товариства пересувних художніх виставок (ТПХВ), що відкрилась 28 листопада в Санкт-Петербурзі. «Граки» здобули добрі відгуки: художник Іван Крамськой писав, що на виставці цей пейзаж «є найкращим, і він дійсно прекрасний», а художній критик Володимир Стасов відзначав, що це, «мабуть, найкраща й найоригінальніша картина п. Саврасова».
Художник Ісаак Левітан вважав «Граків» однією з найкращих картин у творчості Саврасова. Відзначаючи позірну невигадливість сюжету, він писав, що «за цією простотою, ви відчуєте м'яку, добру душу художника, якому все це дороге й близьке його серцю…». Мистецтвознавець Олексій Федоров-Давидов називав картину «Граки прилетіли» видатним твором мистецтва й відзначав, що «вона має не лише художнє, але й загальнокультурне значення». Критик і музикознавець Борис Асаф'єв писав, що ця картина стала «символом художнього оновлення сфери російського пейзажу на „далеко вперед“», і що цим твором Саврасов відкрив «нове відчуття весни й весняності».

## Історія

### Попередні події та робота над картиною
Наприкінці 1870 року Олексій Саврасов, який на той час працював професором у Московському училищі живопису, скульптури та зодчества, взяв п'ятимісячну відпустку, і на початку грудня разом зі своєю родиною — дружиною Софією Карлівною та дітьми — приїхав до Ярославля. На Волзі він працював над декількома картинами, включно з «Вигляд Волги під Юр'євцем» і «Розлив Волги під Ярославлем». У листі до Павла Третьякова від 31 грудня 1870 року Саврасов писав: «Тихе життя в Ярославлі дає змогу мені зосереджено займатись мистецтвом», а в новорічному привітанні своєму шуринові Карлу Герцу художник повідомляв: «Після всіх клопотів я лише тепер починаю працювати і дуже задоволений як майстернею, так і квартирою загалом». У лютому 1871 року це спокійне життя порушили трагічні події — в листуванні з Третьяковим 13 лютого Саврасов повідомляв, що важко захворіла його вагітна дружина, а 18 лютого написав, що були передчасні пологи, дружина видужує, але дитина дуже слабка. Через декілька днів новонароджена дівчинка померла. Художник важко переживав втрату дитини — про це свідчить низка зображень доччиної могили, виконаних на ярославльському кладовищі.
Деякі дослідники творчості Саврасова вважають, що саме виниклий у наслідок цієї трагедії пригнічений стан художник призвів до його живої творчої реакції на явища, які віщували прихід весни. За словами мистецтвознавця Фаїни Мальцевої, «виниклий задум нової картини, підказаний зустріччю з ранньовесняним пейзажем, можна з упевненістю пов'язувати з перебуванням Саврасова в Ярославлі». Мистецтвознавець Володимир Петров також вважає, що перші рисунки й етюди до задуманої картини були виконані художником у Ярославлі, «під впливом помічного для подолання страждання „лікарського простору“, краси вічно оновлюваної, воскресаючої природи».
У березні 1871 року Саврасов поїхав до Костромської губернії, де він спершу відвідав губернський центр. Оскільки залізничного сполучення між Ярославлем і розташованою в 70 верстах від нього Костромою в той час ще не було, художник, очевидно, подолав шлях між цими містами на санях так званим «нагірним трактом», який проходив уздовж правого берега Волги. Точні дати цієї подорожі невідомі, і їхнє визначення ускладнене ще однією обставиною — відсутністю детальної інформації про поїздку Саврасова до Москви, яка відбулась у березні того ж року. З одного боку, в листі до Павла Третьякова від 27 лютого Саврасов повідомляв, що він планував виїхати до Москви в районі 2—5 березня. Якщо так воно й вийшло, то очевидно, що художник міг поїхати до Костромської губернії лише після свого повернення з Москви в Ярославль. З іншого боку, відомо, що після цього Саврасов вирішив представити свою картину «Вигляд Волги під Юр'євцем» на виставці Московського товариства любителів мистецтв (МТЛМ), яка відкривалась 21 березня. Якщо він збирався приїхати до початку виставки, то міг відкласти свою поїздку до Москви, а перше з'їздити до Костромської губернії.

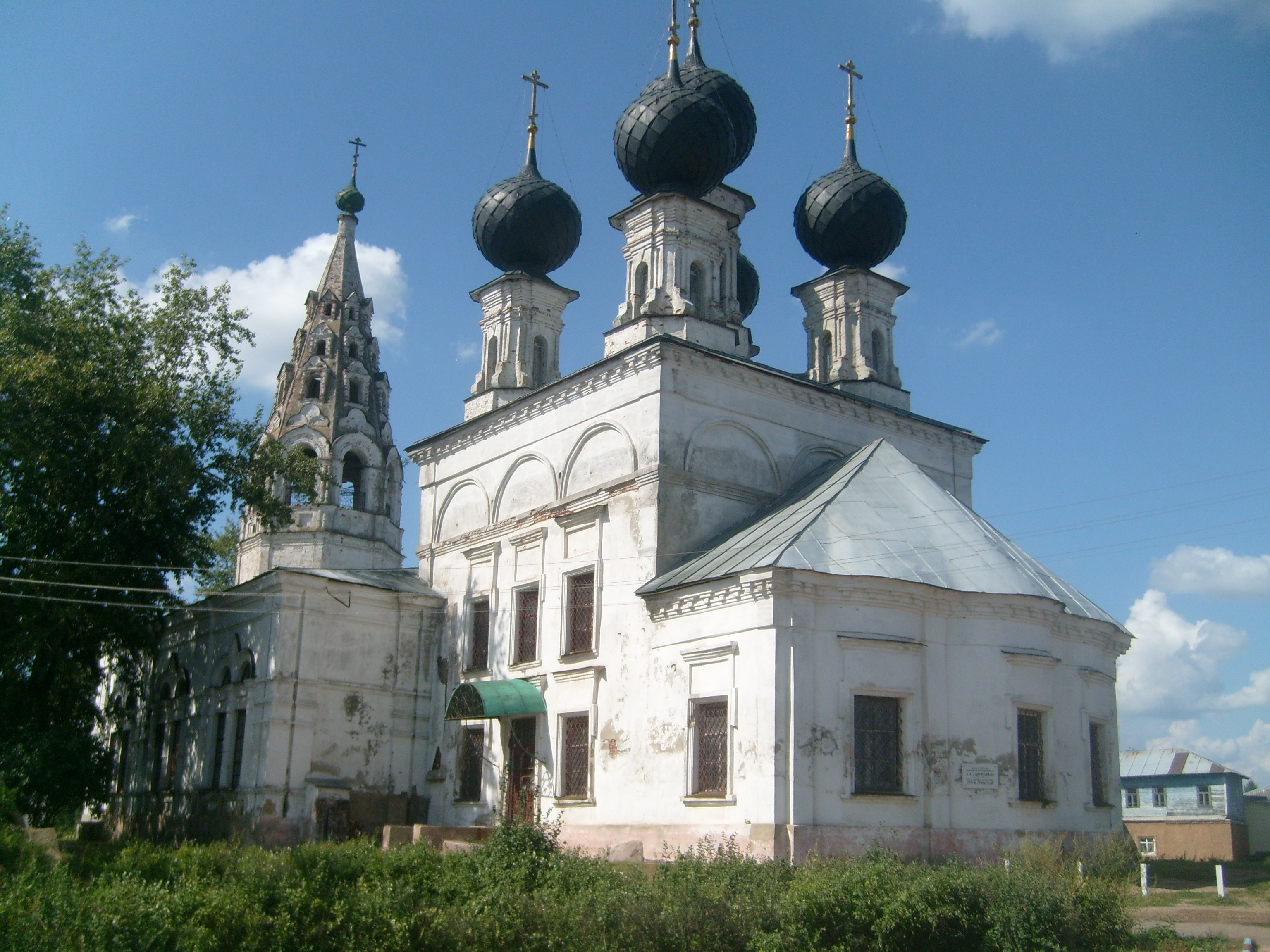
в селі Сусаніно (2010 рік)

Із Костроми Саврасов якимось чином добрався до села Молвітіно, що в той час у складі Молвітінської волості входило до Буйського повіту Костромської губернії (нині село Сусаніно, адміністративний центр Сусанінского району Костромської області) — там же ж і були написані етюди до майбутнього полотна «Граки прилетели». У виданій 1871 року брошурі про Костромську губернію ці місця описувались таким чином: «Місцеположення Молвітіна гарне. Воно розташоване на кінці високої гори, що виступає в долині у вигляді мису, між двома річками, які під Молвітіном сполучаються між собою». Прообразом храму, зображеного на картині, є Воскресенська церква, що збереглась до наших днів. Вважається, що будівництво цього кам'яного храму розпочалось на початку 1680-х років, а завершилось 1690 року. Досить імовірно, що церква споруджувалась артіллю ярославських майстрів. Із кінця XVII століття лише дзвіниця не зазнала особливих змін, сам же храм неодноразово перебудовувався — останні значні зміни перед тим, як його зобразив на своїй картині Саврасов, датуються 1855—1857 роками. Станом на сьогодні в церкві розміщений музей Івана Сусаніна.
Дослідники творчості Саврасова не мають однозначної відповіді на запитання про те, чому з Костроми художник попрямував саме до Молвітіна, розташованого понад 50 верст на північ від губернського центру. Щодо цього висловлювались різні версії. Письменник Василь Осокін в одному зі своїх оповідань писав, що бувши на костромському базарі, Саврасов зустрів селянина, який прийняв його за богомаза, і спитав, чи не в Молвітіно він збирається. Незвичайна назва села сподобалась художникові, і він підтвердив, що саме туди, а коли селянин запропонував його підвезти, то погодився. Костромський краєзнавець Микола Зонтиков вважав, що ця версія — «плід письменницької уяви», і писав, що «можна лише співчувати, що вона потрапила до деяких робіт про Саврасова вже як беззаперечний факт».

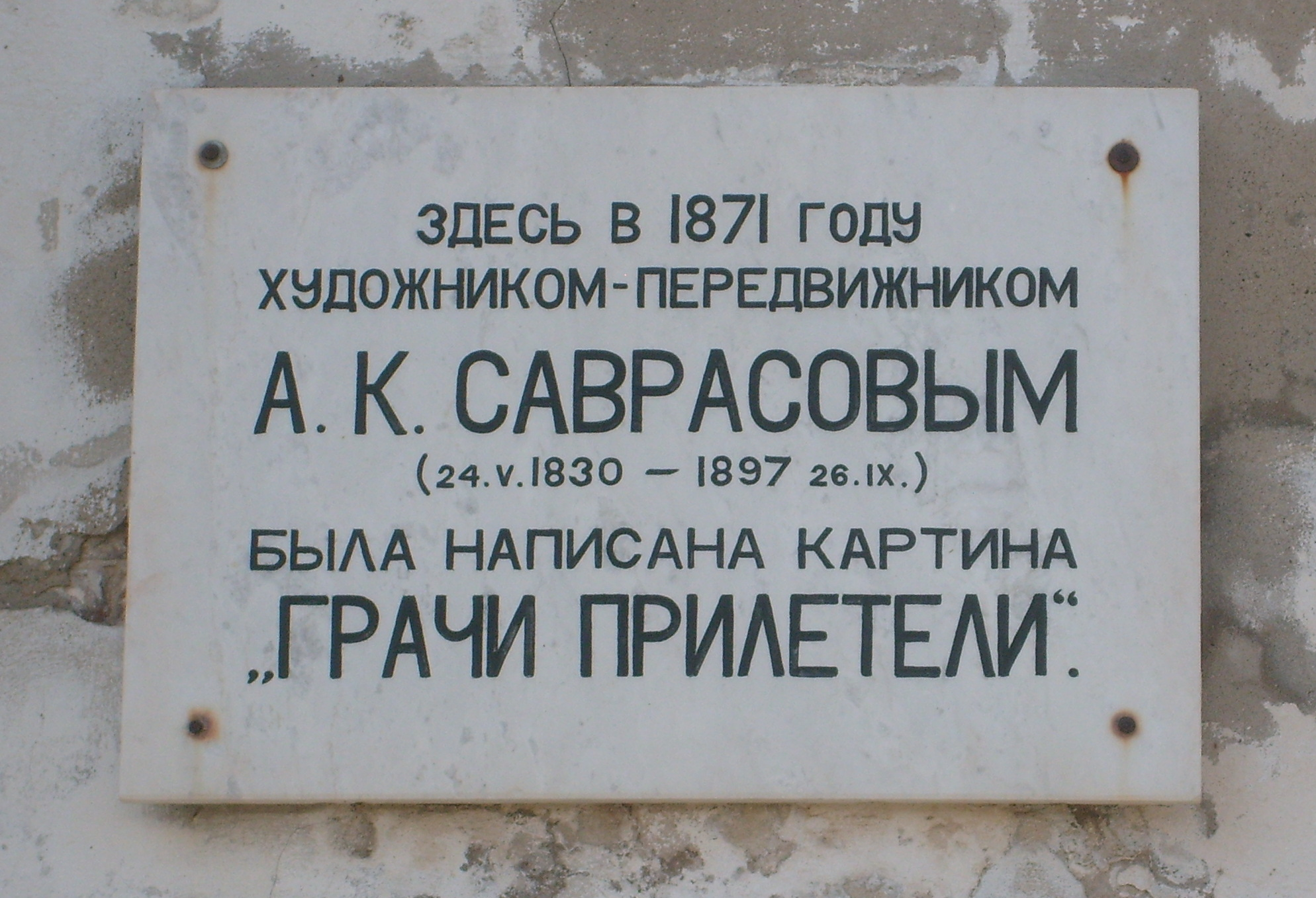
Пам'ятна табличка в селі Сусаніно

Іншу версію висловив журналіст і мистецтвознавець Євграф Кончин, який відвідав Сусаніно в 1980-х роках. Співробітники місцевого музею розповіли йому, що на місці, звідки були зображені церква та дерева, раніше (щонайменше. до 1920-х років) стояв дво- або триповерховий будинок, у якому жила родина шапкаря Чичагова, отже, скоріш за все, Саврасов писав свій етюд із балкона цього будинку або стоячи перед одним із його вікон. Спираючись на цю інформацію, Кончин припустив, що Саврасов міг познайомитись із Чичаговим у Костромі, а відтак поїхати разом із ним до Молвітіно, аби оглянути місця, пов'язані з життям і діяльністю Івана Сусаніна. Краєзнавець Микола Зонтиков вважав цю версію більш правдоподібною — в тому сенсі, що Саврасов навряд-чи попрямував би в таке віддалене місце наодинці, без знайомих — але при цьому зауважував, що навряд-чи метою цієї поїздки був огляд сусанінських місць, які розташовувались не в Молвітіні, а в районі села Домніно, села Деревеньки та Ісуповського болота.
Про подробиці праці Саврасова в Молвітіні відомо дуже мало. Перший біограф художника — музичний критик Олександр Равмадзе, що публікувався під псевдонімом А. Солмонов, — у своєму нарисі, опублікованому 1894 року, так описував роботу Саврасова: «Почавши картину рано-вранці, художник закінчив її до вечора, писав він її не відриваючись, немовби в екстазі… писав, вражений від ранку яскравим проявом весни, яка вчора наче ще не настала, а сьогодні ж спустилась на землю й охопила своїми оживляючими обіймами всю природу». За словами мистецтвознавця Фаїни Мальцевої, цей опис можна віднести до роботи над попередніми етюдами, але ніяк не над самим полотном, яке було написане пізніше. Вона зауважувала, що «невивченість біографії художника породила суперечність, майже легендарність свідчень, що стосуються створення знаменитої картини».
Після написання етюдів Саврасов працював над картиною в Ярославлі, а відтак допрацьовував композицію в Москві, куди він повернувся разом із родиною на початку травня. Полотно була назване художником «Ось прилетіли граки».

### Після створення

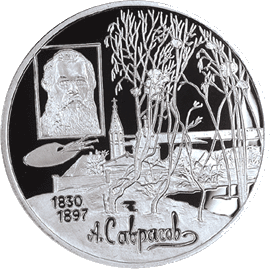
Пам'ятна монета. Реверс

Улітку 1871 року, коли картина була вже готова, Саврасова відвідав Павло Третьяков і попросив показати «Граків», про яких він уже до того часу багато наслухався. Побачивши полотно, він назвав його першокласною річчю та висловив бажання його придбати, запропонувавши художнику 600 рублів — значну на ті часи суму. Саврасов погодився, і картина стала власністю Третьякова. Інколи згадується сума в 500 рублів — зокрема художник Павло Чистяков у листі до Василя Поленова повідомляв: «Чув я, що Саврасов жартик свій, однак талановитий, продав за 500 р. Радію, є знавці значить».

## Опис
У картині художник показав всю свою майстерність: потемнілий сніг, на передньому плані здається рихлим, а освітлений — вдалині огорожі — забарвився м'якою золотистістю. У калюжах води проглядає земля і відбивається небо; тіні, що впали на сніг від дерев, виглядають легкими і прозорими. Справа за калюжею, серед дерев, видно кущ зацвілої верби.

## Вплив на культуру

### Картина на монеті
30 вересня 1997 року Центрбанком Росії до сторіччя з дня смерті художника була випущена пам'ятна монета номіналом два рубля із зображенням його портрету і фрагменту картини «Граки прилетіли».

### В Україні
Вплив картини на масову свідомість дуже сильний. В Україні люди помилково вважають, що граки повертаються з вирію навесні, хоча більшість з них навпаки, зимують в Україні.